# Blaison-Gohier
Pour les articles homonymes, voir Blaison (homonymie) et Gohier (homonymie).
Blaison-Gohier est une ancienne commune française située dans le département de Maine-et-Loire, en région Pays de la Loire.
Depuis le 1er janvier 2016 elle forme avec Saint-Sulpice la commune nouvelle de Blaison-Saint-Sulpice,.

## Géographie
Commune du Nord Saumurois, Blaison-Gohier est un petit village d’Anjou situé sur la rive gauche de la Loire, qui se trouve sur la route D 132, à l'est de Saint-Sulpice et à l'ouest de Saint-Rémy-la-Varenne.
Son territoire se situe dans le parc naturel régional Loire-Anjou-Touraine.
Elle possède le label Villages de charme du département de Maine-et-Loire

## Toponymie et héraldique

### Toponymie
Blaison-Gohier, du regroupement en 1974 des anciennes communes de Blaison et de Gohier.
Le nom de Blaison pourrait provenir du nom d'homme latin Blasius ou Blatius. Formes anciennes du nom : Blazon au VIe siècle, Blazonis en 874, Blaison en 1793 et 1801,.
Le nom de Gohier provient du nom d'homme germanique Godehar, Godahari ou Gunherius. Formes anciennes du nom : Mons Gunherii en 1050, Gohier en 1793 et 1801.

### Héraldique
|  | Les armes de la commune se blasonnent ainsi : D'hermine aux deux bandes de gueules. |

## Histoire

### Préhistoire et Antiquité
Le peuplement de Blaison-Gohier trouve ses origines à la Préhistoire, à la suite de quelques traces trouvées d'un habitat très ancien.  Blaison devient une place connue à l'époque gallo-romaine. Une villa y est présente, sur la route reliant Angers à Coutures.

### Moyen Âge
C'est une place commerciale active. Une église paroissiale dédiée à saint Sauveur est édifiée en 540 par l'abbaye de Saint-Maur.

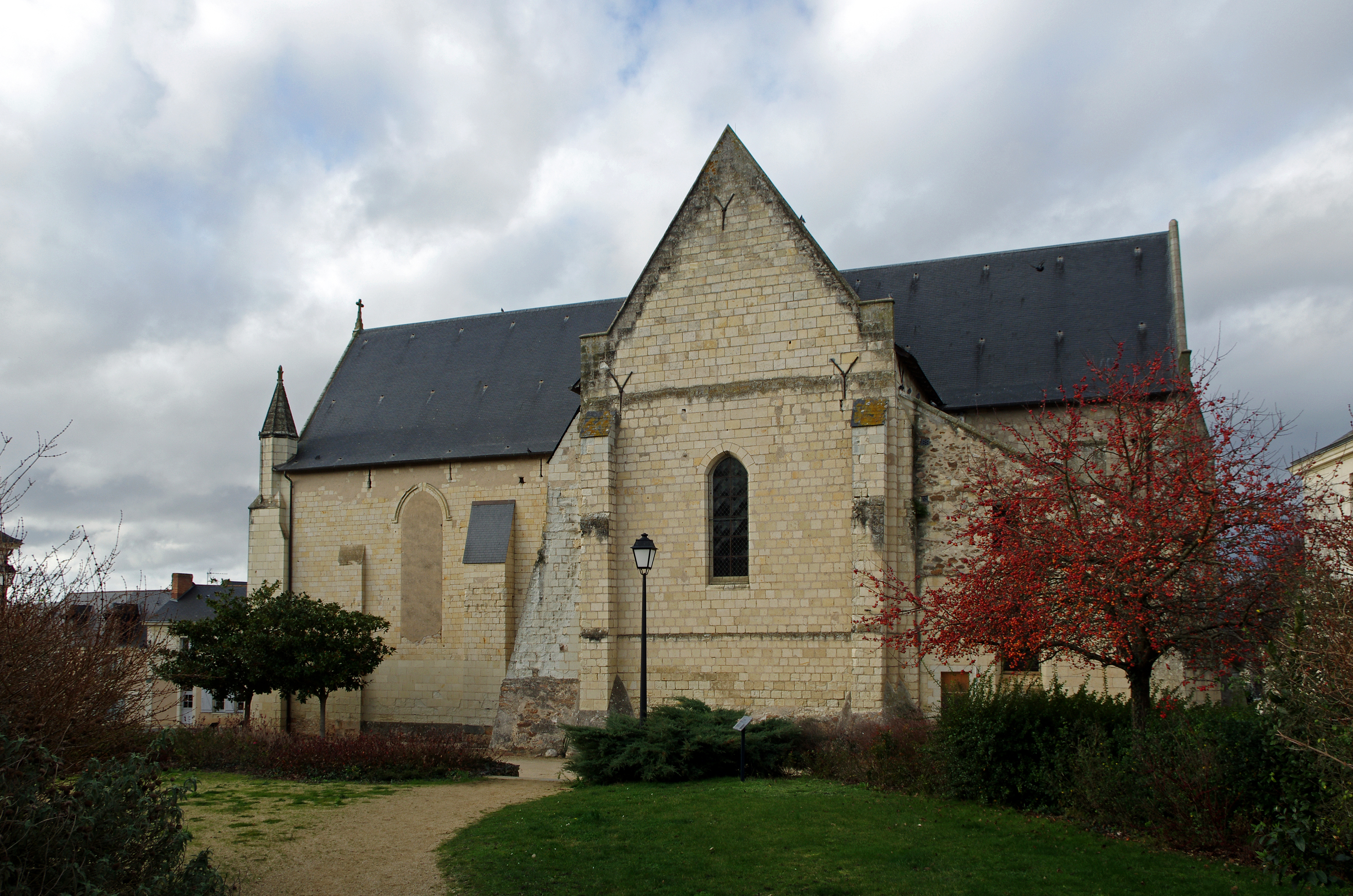
L'église Saint-Aubin de Blaison.

On retrouve la trace de ce qui est devenu un bourg, appelé villa Blazonis, par le don de son propriétaire, le roi Charles le Chauve, au chapitre Saint-Jean-Baptiste et Saint-Lézin d'Angers, en 874. Une motte ancienne atteste d'une première forteresse en bois édifiée à l’époque féodale. Une nouvelle église est bâtie en 1020 par Foulques Nerra qui établit le chapitre de Saint-Aubin, originellement composé de 4 chanoines et 10 chapelains.
Le seigneur de Blaison, premier des chanoines, collecte l’impôt.
Un château est ensuite construit en pierre, avec enceinte et douves aux environs de l’an 1020, c’est-à-dire contemporain de l’église. Il est ensuite l'objet de destructions, de reconstructions, d'incendies. Les Anglais le « désarment » pendant la guerre de Cent Ans. Il appartient à cette époque à la famille de Rais. Gilles de Rais ne l’habite pas mais participe à des chasses sur ses terres. Il vendit la seigneurie en 1430 à Guillaume de la Jumelière qui reconstruit le château au XVe siècle, dont on peut encore voir la tour Est et la façade Nord.

### Ancien Régime
Vers 1570, une partie des biens du chapitre est aliénée au profit du Trésor royal. Les registres paroissiaux remontent à 1591 et font état d'une population vieillissante. Au XVIe siècle, le corps de logis principal du château est aménagé. La Révolution constitue l'occasion de grands incendies, mais la partie détruite est remise en état.
Blaison est au XVIIIe siècle un bourg de l’Ouest tout à fait banal. Situé à une vingtaine de kilomètres de la capitale de province, Angers, Blaison est à mi-côte sur la rive gauche de la Loire et comprend un chef-lieu, une douzaine de hameaux et une quarantaine de fermes. Fin XVIIIe la population approche le millier d’habitants dont peut-être un cinquième au chef-lieu. Il y a plusieurs marqueurs du bourg par rapport au village, comme un métier juré de boucherie, un marché et même une foire, et un auditoire de haute justice. Le caractère rural est attesté par un grand territoire de 1852 hectares avec les éléments habituels dans cette zone : des labours, des vignes, des bois assez étendus (environ 200 hectares) et des prairies en partie inondables qui sont appropriées ou exploitées en communaux. Les exploitations complètes sont nommées « closeries » et « métairies » et diffèrent surtout par leurs dimensions. Mais certaines closeries se distinguent aussi par une orientation viticole. Les paysans sont largement exclus de la propriété qui est accaparée par des rentiers du sol : nobles, ecclésiastiques, bourgeois et institutions religieuses. Les baux « à parts de fruits » installent les paysans dans des exploitations dont le propriétaire n’est jamais très éloigné. L’exploitation agricole est pratiquée par une mise en commun de la terre et de la force de travail, de l’argent et de l’expérience.
La Société des Thesmophories ou des Thesmophores fait toute l'originalité de Blaison, à savoir la création par quelques personnes de Blaison ou des environs, vers 1775, d’un cercle d’étude qui, en lui-même, n’est pas très original pour l’époque, mais dont le dynamisme a atteint un niveau étonnant. De plus – car il n’y a pas d’histoire sans matériaux – ce cercle a laissé de son activité des archives qui ont permis d’en faire une étude assez importante et variée . C’est un groupe de parents, d’amis et de voisins, et en même temps une société savante orientée vers l’« agronomie » au sens large (dans la Grèce ancienne, les Thesmophories étaient les fêtes en l'honneur de Déméter, déesse des Moissons et de l'Agriculture). La société s’est donnée tout un programme annuel d’activités, successivement en 1776 et en 1777, sous la forme de sujets d’étude à caractère agricole, économique et social, avec un infléchissement qui les a conduits rapidement à toucher à des questions politiques. Comme ils voulu dépasser leur cercle, ils sont allés au devant d’autres, plus savants et plus importants. Les Thesmophores ont publié des annonces dans des périodiques. Ils ont voulu développer une correspondance avec des personnes importantes de la société angevine, se faire connaître des autorités et même obtenir l’appui du gouvernement du royaume pour faire réaliser certains projets d’aménagements pour combattre les inondations et mettre en valeur de nouvelles terres .
Ce sont des gens assez modestes, à la fois très enracinés dans leur petit pays et ouverts sur le monde par cette entreprise qui les a fait toucher à l’histoire du royaume en participant à un certain mouvement économique et scientifique. Leurs sujets d’étude, présentés sous la forme de « Questions » posées à qui voudrait bien répondre, recoupent les grandes interrogations que l’on posait un peu partout, non seulement en France mais aussi à l’étranger et notamment en Angleterre. Appuyés sur ce qu’ils connaissent le mieux, ils se démarquent en défendant contre la « grande culture », la « petite culture » pratiquée chez eux par des paysans qui travaillent à la bêche. Parce qu’ils sont angevins et soucieux de progrès agricole, ils participent aux interrogations sur la viticulture, sur les prairies et l’élevage et sur quantité d’autres questions qu’ils abordent avec les nouvelles méthodes d’économétrie diffusées par les grands auteurs.
Toute trace d’activité a disparu dans les archives après 1777. Il est possible que les historiens soient face à un problème documentaire qui a fait émerger la société un peu avant 1776 et qui l’a fait disparaître après 1777. Cet objet historique n’existe en effet que par les liasses qui témoignent de son activité. La société existe peut-être avant 1776 ; une source l’affirme, mais la chose n’est pas certaine. La société existe peut-être après 1777 ; ce qui n’est pas non plus certain. Il reste que ces liasses témoignent de l’existence d’une petite institution savante, d’une forme de sociabilité, d’une aspiration à être « utile » et elles attestent chez ces paisibles angevins de multiples interrogations sur l’agriculture et sur l’ordre social et politique, à un moment que l’on sait proche des bouleversements de 1789.
La société des Thesmophories de Blaison est ainsi une manifestation provinciale et locale de l’esprit du Siècle des Lumières et de la Physiocratie. En outre, le contenu même des mémoires par lesquels les Thesmophores répondent le plus souvent aux questions posées par eux-mêmes, interpelle les historiens ruralistes et économistes par l’étendue des sujets abordés et par la manière dont certaines réponses sont données. Malgré toute la sympathie que l’on a pour eux, on doit reconnaître que les Thesmophores n’avaient rien ou pas grand-chose à transmettre aux paysans pour améliorer leurs pratiques. En revanche, en plusieurs occasions ils ont interrogé des cultivateurs et ils nous ont rapporté ce que les rustres faisaient comme choix techniques et économiques. Ce sont donc aussi les paysans, acteurs vrais mais silencieux du changement agricole, que l’on rencontre à travers les enquêtes des Thesmophores. L’apport de la société des Thesmophories a plutôt consisté à comprendre les pratiques de leurs voisins paysans, formuler des problèmes, décrire des situations et faire des calculs comme les autorités savantes recommandaient de le faire. Mais du point de vue agricole ils sont plutôt une source pour les historiens qu’une force agissante au XVIIIe siècle.

### Époque contemporaine
En 1961, le vicomte de Chemellier (seigneurie associée à celle de Blaison) fit rebâtir la tour est du pont-levis qui était en ruines. C’est le château tel qu’on peut le voir aujourd’hui.
Le 1er mars 1974, Blaison devient Blaison-Gohier à la suite de sa fusion avec Gohier, puis le 1er janvier 2016, elle forme avec Saint-Sulpice la commune nouvelle de Blaison-Saint-Sulpice.

## Politique et administration

### Administration municipale

#### Administration actuelle
Depuis le 1er janvier 2016, Blaison-Gohier constitue une commune déléguée au sein de la commune nouvelle de Blaison-Saint-Sulpice et dispose d'un maire délégué.
| Période      | Période  | Identité         | Étiquette | Qualité |
| ------------ | -------- | ---------------- | --------- | ------- |
| janvier 2016 | En cours | Dominique Ozange |           |         |

#### Administration ancienne
| Période                                  | Période       | Identité         | Étiquette | Qualité                   |
| ---------------------------------------- | ------------- | ---------------- | --------- | ------------------------- |
| Les données manquantes sont à compléter. |               |                  |           |                           |
| 1989                                     | 2001          | Maurice Recoing  |           | Retraité                  |
| mars 2001                                | mars 2008     | Jocelyne Cœur    |           | Conseillère pour l'emploi |
| mars 2008                                | mars 2014     | Dominique Léon   |           | Chef d'entreprise         |
| mars 2014                                | décembre 2015 | Dominique Ozange |           |                           |

### Ancienne situation administrative
Jusqu'en 2015, la commune est membre de la communauté de communes Loire Aubance, elle-même membre du syndicat mixte Pays Loire-Angers.

## Population et société

### Démographie

#### Évolution démographique
| 1793  | 1800 | 1806 | 1821  | 1831  | 1836  | 1841  | 1846  | 1851  |
| ----- | ---- | ---- | ----- | ----- | ----- | ----- | ----- | ----- |
| 1 303 | 833  | 994  | 1 007 | 1 142 | 1 092 | 1 086 | 1 066 | 1 035 |

| 1856  | 1861 | 1866 | 1872 | 1876 | 1881 | 1886 | 1891 | 1896 |
| ----- | ---- | ---- | ---- | ---- | ---- | ---- | ---- | ---- |
| 1 016 | 988  | 979  | 998  | 976  | 981  | 944  | 928  | 950  |

| 1901 | 1906 | 1911 | 1921 | 1926 | 1931 | 1936 | 1946 | 1954 |
| ---- | ---- | ---- | ---- | ---- | ---- | ---- | ---- | ---- |
| 928  | 901  | 862  | 725  | 683  | 654  | 661  | 662  | 650  |

| 1962 | 1968 | 1975 | 1982 | 1990 | 1999 | 2008  | 2013  | - |
| ---- | ---- | ---- | ---- | ---- | ---- | ----- | ----- | - |
| 627  | 555  | 658  | 800  | 863  | 951  | 1 062 | 1 045 | - |

| 1793 | 1800 | 1806 | 1821 | 1831 | 1836 | 1841 | 1846 |
| ---- | ---- | ---- | ---- | ---- | ---- | ---- | ---- |
| -    | 205  | 222  | 255  | 297  | 289  | 320  | 303  |

| 1851 | 1856 | 1861 | 1866 | 1872 | 1876 | 1881 | 1886 |
| ---- | ---- | ---- | ---- | ---- | ---- | ---- | ---- |
| 299  | 272  | 263  | 245  | 223  | 260  | 230  | 230  |

| 1891 | 1896 | 1901 | 1906 | 1911 | 1921 | 1926 | 1931 |
| ---- | ---- | ---- | ---- | ---- | ---- | ---- | ---- |
| 202  | 200  | 210  | 219  | 195  | 174  | 176  | 183  |

| 1936 | 1946 | 1954 | 1962 | 1968 | 1973 | - | - |
| ---- | ---- | ---- | ---- | ---- | ---- | - | - |
| 157  | 145  | 165  | 145  | 135  | -    | - | - |

#### Pyramide des âges
La population de la commune est relativement âgée. Le taux de personnes d'un âge supérieur à 60 ans (22,8 %) est en effet supérieur au taux national (22,1 %) et au taux départemental (21,4 %).
Contrairement aux répartitions nationale et départementale, la population masculine de la commune est supérieure à la population féminine (50,3 % contre 48,4 % au niveau national et 48,6 % au niveau départemental).
La répartition de la population de la commune par tranches d'âge est, en 2008, la suivante :
- 50,3 % d’hommes (0 à 14 ans = 22,3 %, 15 à 29 ans = 10,7 %, 30 à 44 ans = 20,4 %, 45 à 59 ans = 25,1 %, plus de 60 ans = 21,5 %) ;
- 49,7 % de femmes (0 à 14 ans = 19,1 %, 15 à 29 ans = 10 %, 30 à 44 ans = 21,4 %, 45 à 59 ans = 25,9 %, plus de 60 ans = 23,5 %).

| Hommes | Classe d’âge | Femmes |
| ------ | ------------ | ------ |
| 0,0    | 90 ans ou +  | 0,4    |
| 7,3    | 75 à 89 ans  | 8,3    |
| 14,2   | 60 à 74 ans  | 14,8   |
| 25,1   | 45 à 59 ans  | 25,9   |
| 20,4   | 30 à 44 ans  | 21,4   |
| 10,7   | 15 à 29 ans  | 10,0   |
| 22,3   | 0 à 14 ans   | 19,1   |

| Hommes | Classe d’âge | Femmes |
| ------ | ------------ | ------ |
| 0,4    | 90 ans ou +  | 1,1    |
| 6,3    | 75 à 89 ans  | 9,5    |
| 12,1   | 60 à 74 ans  | 13,1   |
| 20,0   | 45 à 59 ans  | 19,4   |
| 20,3   | 30 à 44 ans  | 19,3   |
| 20,2   | 15 à 29 ans  | 18,9   |
| 20,7   | 0 à 14 ans   | 18,7   |

## Économie
Sur 89 établissements présents sur la commune à fin 2010, 25 % relevaient du secteur de l'agriculture (pour une moyenne de 17 % sur le département), 8 % du secteur de l'industrie, 14 % du secteur de la construction, 43 % de celui du commerce et des services et 11 % du secteur de l'administration et de la santé.

## Culture locale et patrimoine

### Lieux et monuments
(Liste de monuments non exhaustive)
- Église Saint-Aubin du Moyen Âge, XIIe et XIIIe siècles  Classée MH (1914)[15].
- Château de Blaison, XIIe siècle, reconstruit entre le XVe et le * XVIe siècle, récemment restauré[16].
- Château du Bois-Brinçon, XVIIIe et XIXIe siècles[17].
- Château de La Boutonnière du XVIIIe siècle[18].
- Château de Chemant XVIe siècle[19].
- Château de La Giraudière.
- Présence d'un vieux logis de chanoines.
- Manoir de Jouralan du XVIe siècle.
- Moulin à Raindron.
- Menhir des Treumières.

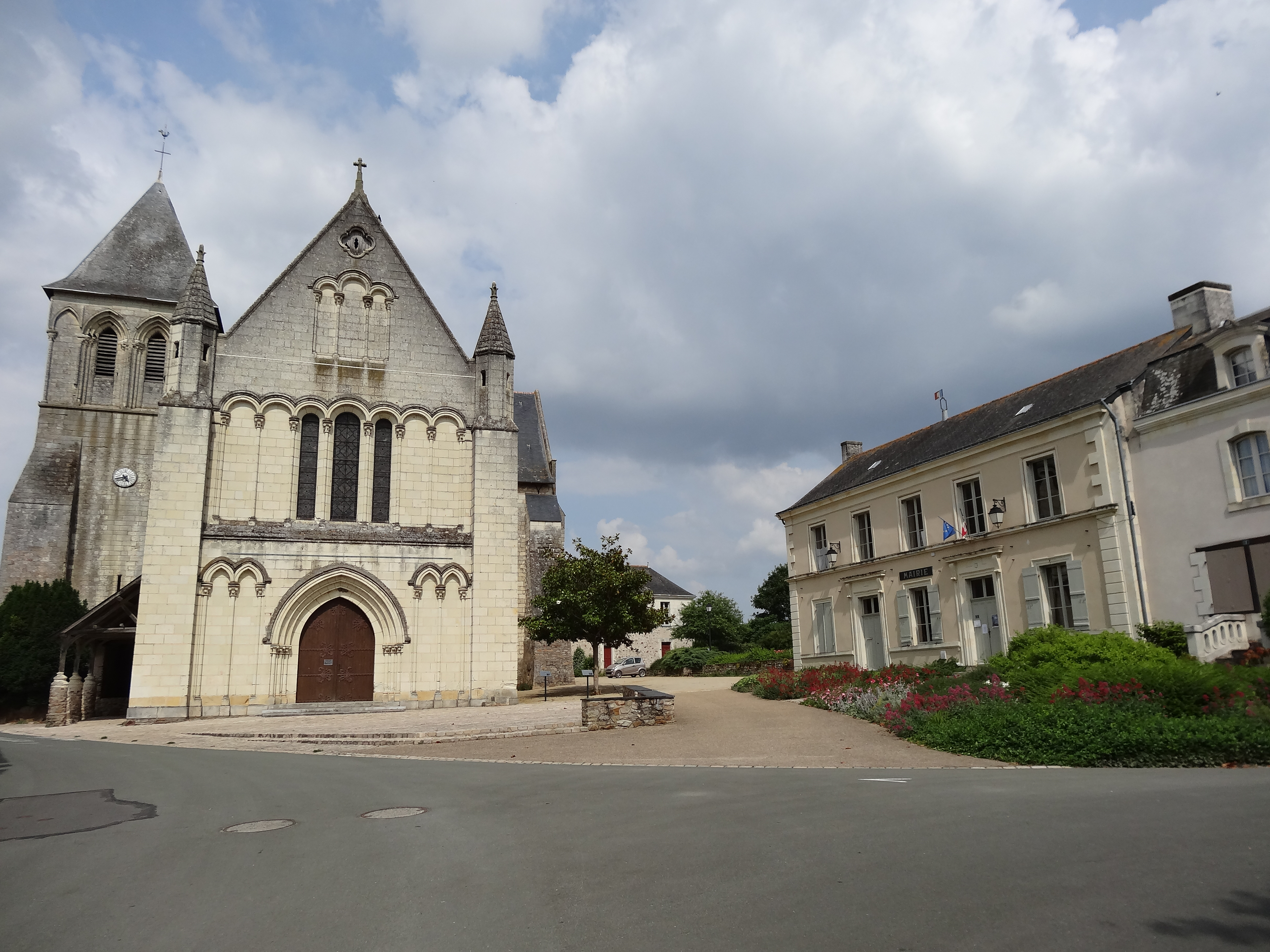
Église et mairie.
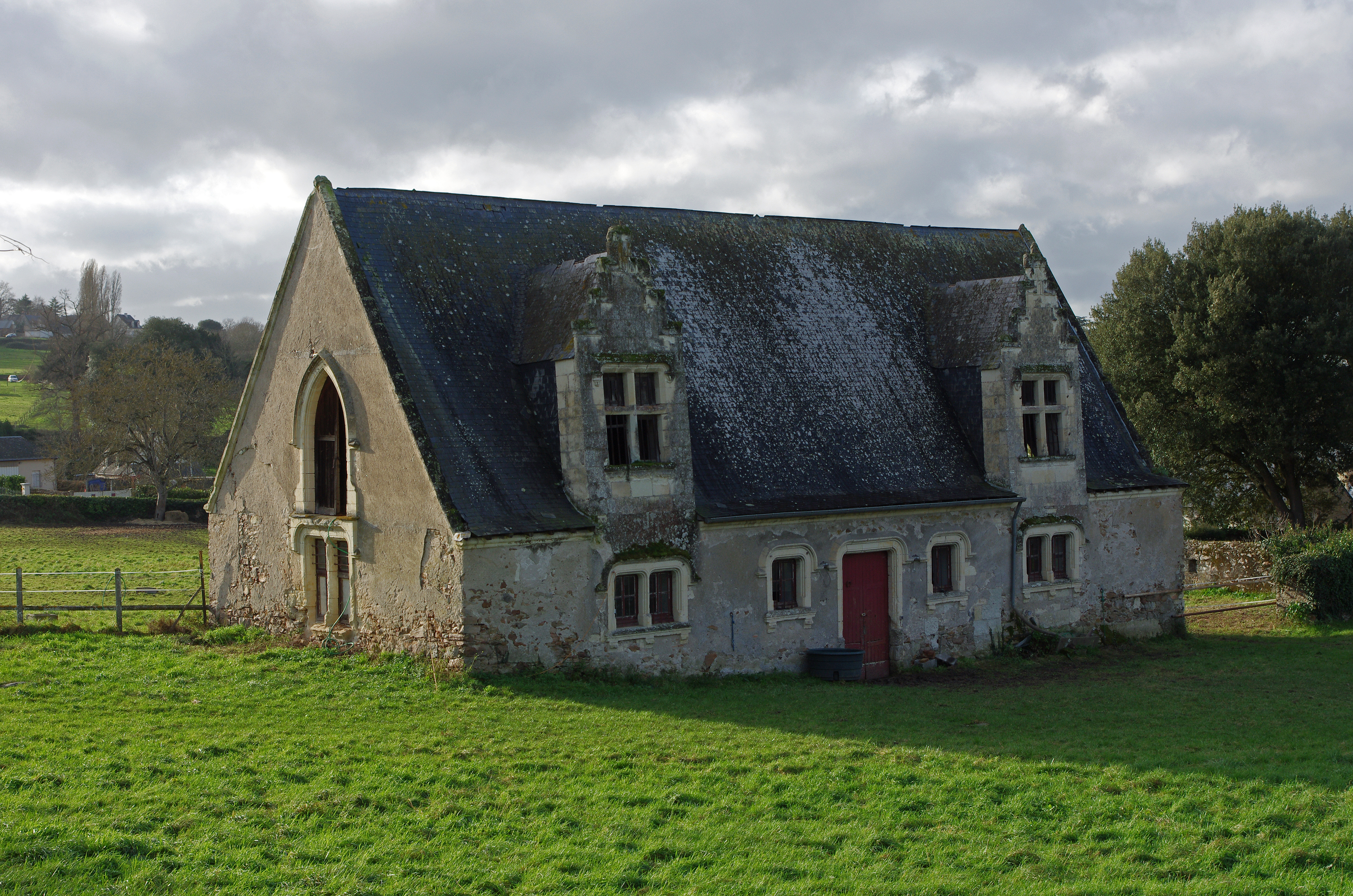
Granges aux dîmes de Blaison.
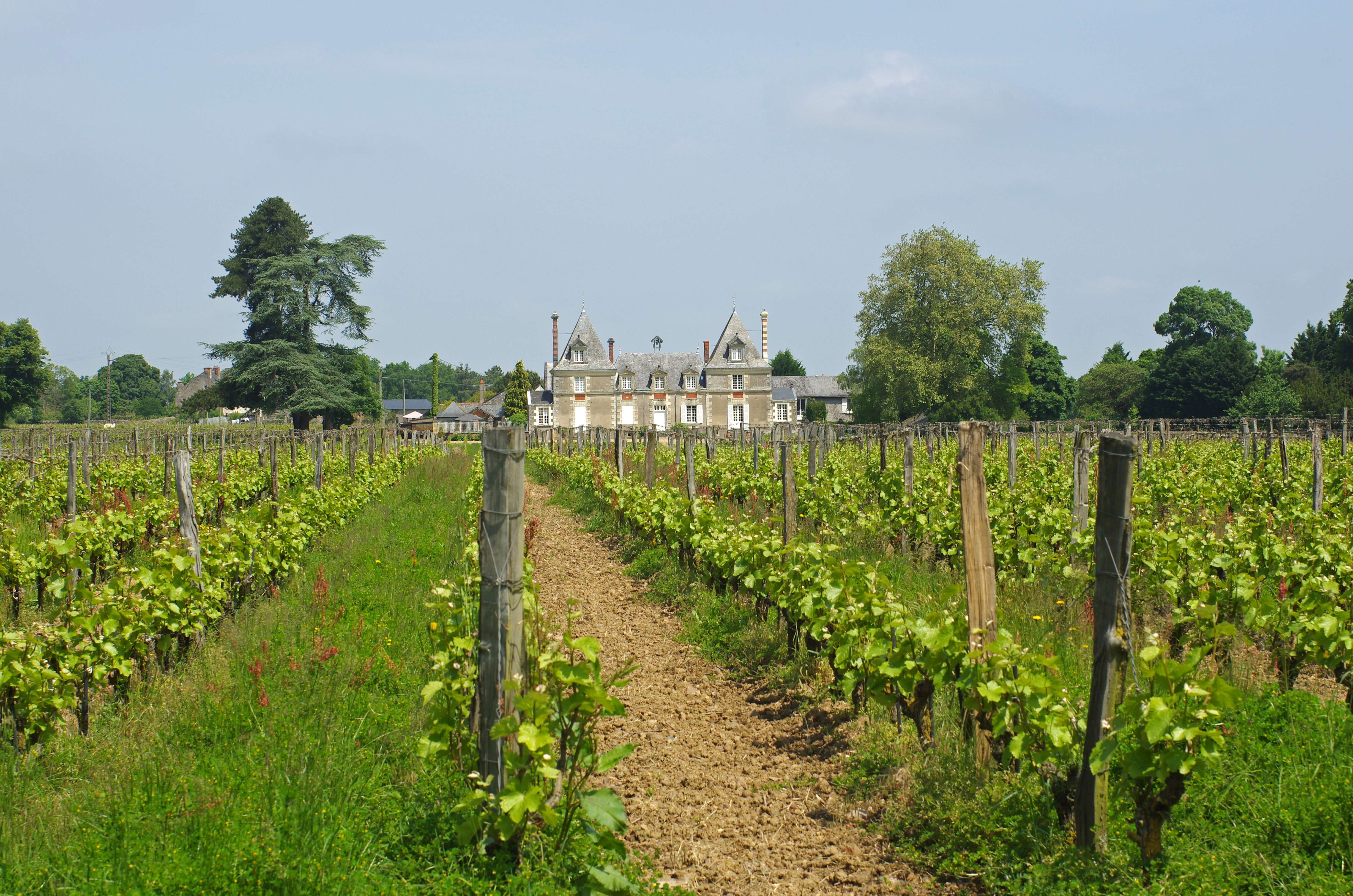
Le château de Bois-Brinçon.
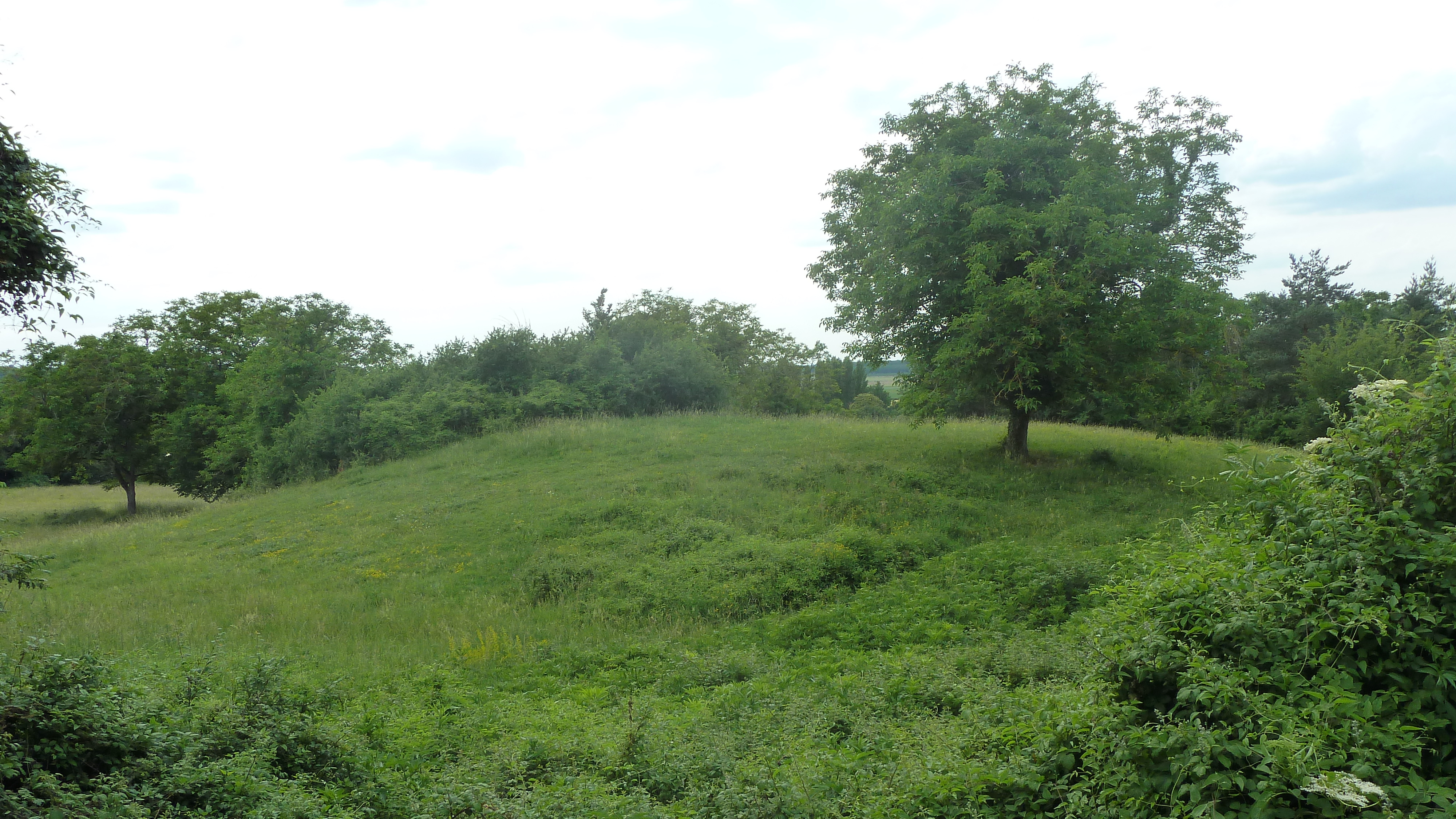
Motte castrale de Blaison.